# Samuel Mbangula
Samuel-Germain Kinduelu Mbangula Tshifunda, conosciuto come Samuel Mbangula (Bruxelles, 16 gennaio 2004) è un calciatore belga, attaccante del Werder Brema e della nazionale under 21 belga.

## Biografia
Nato in Belgio, ha origini congolesi da entrambi i genitori. Ha optato per la nazionalità sportiva del Paese in cui è nato.

## Caratteristiche tecniche
Destro naturale, è in grado di giocare come esterno d'attacco, centrocampista o seconda punta. La sua corsia preferita è quella di sinistra. In passato ha ricoperto anche la posizione di prima punta.

## Carriera

### Club

#### Gli inizi
Dopo aver mosso i primi passi nelle giovanili di Léopold e Brussels, nel 2014 viene notato dal Club Bruges. Milita nelle giovanili del club neroblù per cinque stagioni, prima di trasferirsi nel 2019 all'accademia dell'Anderlecht.

#### Juventus
Nell'agosto 2020 passa alla Juventus, che lo inserisce nella propria squadra under 17. Dopo due anni di settore giovanile, nel 2022 firma il suo primo contratto da professionista con il club bianconero. Nella stagione 2023-2024 viene inquadrato nella Juventus Next Gen, la seconda squadra bianconera militante in Serie C, con cui mette a referto 17 presenze e un gol in campionato.
Nel corso del precampionato 2024-2025, trascorso da aggregato alla prima squadra, l'allenatore Thiago Motta decide di promuoverlo in pianta stabile. Fa il suo esordio con la Juventus il 19 agosto 2024, nel successo interno in Serie A contro il Como (3-0), dove sblocca il risultato trovando la sua prima rete in massima serie. Il successivo 5 novembre debutta nelle coppe europee, subentrando a Kenan Yıldız sul finire del pareggio per 1-1 sul campo del Lilla, valevole per la fase campionato di UEFA Champions League. Proprio in quest'ultima competizione, l'11 febbraio 2025 segna il suo primo gol in ambito internazionale, che sancisce la vittoria per 2-1 sul PSV allo Juventus Stadium, nell'andata della fase play-off: a 21 anni e 26 giorni diventa il più giovane juventino – e belga in assoluto – a segnare nella fase a eliminazione diretta della competizione.

#### Werder Brema
Il 23 luglio 2025 viene ceduto a titolo definitivo per 10 milioni di euro, più 2 milioni di bonus, ai tedeschi del Werder Brema.

### Nazionale
A livello internazionale, a partire dal 2019 Mbangula viene regolarmente convocato nelle diverse nazionali giovanili belghe, dall'under 15 all'under 21.
Nel novembre 2024 riceve la prima convocazione in nazionale maggiore, in occasione delle gare di UEFA Nations League contro Italia e Israele, senza però effettuare il proprio debutto.

## Statistiche

### Presenze e reti nei club
Statistiche aggiornate al 30 giugno 2025.
| Stagione        | Squadra           | Campionato      | Campionato | Campionato | Coppe nazionali | Coppe nazionali | Coppe nazionali | Coppe continentali | Coppe continentali | Coppe continentali | Altre coppe | Altre coppe | Altre coppe | Totale | Totale |
| Stagione        | Squadra           | Comp            | Pres       | Reti       | Comp            | Pres            | Reti            | Comp               | Pres               | Reti               | Comp        | Pres        | Reti        | Pres   | Reti   |
| --------------- | ----------------- | --------------- | ---------- | ---------- | --------------- | --------------- | --------------- | ------------------ | ------------------ | ------------------ | ----------- | ----------- | ----------- | ------ | ------ |
| 2023-2024       | Juventus Next Gen | C               | 17+6       | 1+1        | CI-C            | 2               | 0               | -                  | -                  | -                  | -           | -           | -           | 25     | 2      |
| 2024-2025       | Juventus          | A               | 23         | 3          | CI              | 1               | 0               | UCL                | 7                  | 1                  | SI+Cmc      | 1+0         | 0+0         | 32     | 4      |
| Totale carriera | Totale carriera   | Totale carriera | 46         | 5          |                 | 3               | 0               |                    | 7                  | 1                  |             | 1           | 0           | 57     | 6      |

### Cronologia presenze e reti in nazionale
| Cronologia completa delle presenze e delle reti in nazionale ― Belgio under 21 | Cronologia completa delle presenze e delle reti in nazionale ― Belgio under 21 | Cronologia completa delle presenze e delle reti in nazionale ― Belgio under 21 | Cronologia completa delle presenze e delle reti in nazionale ― Belgio under 21 | Cronologia completa delle presenze e delle reti in nazionale ― Belgio under 21 | Cronologia completa delle presenze e delle reti in nazionale ― Belgio under 21 | Cronologia completa delle presenze e delle reti in nazionale ― Belgio under 21 | Cronologia completa delle presenze e delle reti in nazionale ― Belgio under 21 |
| Data                                                                           | Città                                                                          | In casa                                                                        | Risultato                                                                      | Ospiti                                                                         | Competizione                                                                   | Reti                                                                           | Note                                                                           |
| ------------------------------------------------------------------------------ | ------------------------------------------------------------------------------ | ------------------------------------------------------------------------------ | ------------------------------------------------------------------------------ | ------------------------------------------------------------------------------ | ------------------------------------------------------------------------------ | ------------------------------------------------------------------------------ | ------------------------------------------------------------------------------ |
| 13-10-2023                                                                     | Paola                                                                          | Malta under 21                                                                 | 0 – 2                                                                          | Belgio under 21                                                                | Qual. Europeo Under-21 2025                                                    | -                                                                              | 83’                                                                            |
| 17-11-2023                                                                     | Roeselare                                                                      | Belgio under 21                                                                | 0 – 2                                                                          | Scozia under 21                                                                | Qual. Europeo Under-21 2025                                                    | -                                                                              | 65’                                                                            |
| 4-6-2024                                                                       | Rabat                                                                          | Marocco under 21                                                               | 2 – 2                                                                          | Belgio under 21                                                                | Amichevole                                                                     | -                                                                              | 54’                                                                            |
| 10-9-2024                                                                      | Almaty                                                                         | Kazakistan under 21                                                            | 0 – 3                                                                          | Belgio under 21                                                                | Qual. Europeo Under-21 2025                                                    | -                                                                              | 63’                                                                            |
| 15-10-2024                                                                     | Heverlee                                                                       | Belgio under 21                                                                | 0 – 1                                                                          | Ungheria under 21                                                              | Qual. Europeo Under-21 2025                                                    | -                                                                              | 83’                                                                            |
| Totale                                                                         |                                                                                | Presenze                                                                       | 5                                                                              |                                                                                | Reti                                                                           | 0                                                                              |                                                                                |